# Lampaya medicinalis
Lampaya medicinalis là một loài thực vật có hoa trong họ Cỏ roi ngựa. Loài này được F.Phil. mô tả khoa học đầu tiên năm 1886.